# På tur med far - Lillesøster Lucia 5:6
|  | Denne artikel er oprettet af botten Steenthbot ud fra en ekstern database. Den kan derfor have sproglige fejl eller mangler. Denne skabelon kan fjernes efter kontrol af indholdet. |

På tur med far - Lillesøster Lucia 5:6 er en dansk dokumentarfilm fra 2018 instrueret af Laurits Munch-Petersen.

## Handling
Iris elsker at tage på tur med sin far, for under køreturen har hun ham helt for sig selv. Iris og far skal besøge Iris’ lillesøster Lucia, som bor på Møn. Derfor tegner Iris et stamtræ, så man kan se hele familien. Det bliver et stort træ, for familien er lidt rodet. Turen går ikke helt som planlagt, for Pappabilen har det pludselig ikke så godt. Og hvad gør man så, hvordan reparerer man tingene når de er gået i stykker?

## Medvirkende
- Laurits Munch-Petersen, Far
- Iris Munch-Petersen, Iris